# Edward Noël Walker
Edward Noël Walker (né en 1842 et mort en 1908) est un gouverneur intérimaire du Ceylan britannique dans l'actuel Sri Lanka. 

## Distinctions
Ordre de Saint-Michel et Saint-Georges Compagnon